# Dei Mudder sei Gesicht
Dei Mudder sei Gesicht ist eine deutsche Trash-Komödie aus dem Jahr 1997 und wurde größtenteils in Winnenden und Waiblingen bei Stuttgart gedreht. Der mittlerweile zum schwäbisch-türkischen Kultfilm avancierte Amateurfilm wurde bis heute etwa 200 Mal in deutschen Independent-Kinos aufgeführt, ansonsten aber nur über DVD und VHS vertrieben. Er hat vor allem in Süddeutschland einen gewissen Bekanntheitsgrad erlangt.
Gesprochen wird der schwäbische Dialekt vermischt mit einem Soziolekt oder Ethnolekt der Hauptfiguren mit Migrationshintergrund (auch als Migrantendeutsch bezeichnet).

## Handlung
Die drei Kleinkriminellen Kermet Dünger, Ölcrem Drehcran und Lorenzo di Napoli sitzen gemeinsam ihre Zeit im Gefängnis ab. Die beiden Türken Ölcrem und Kermet sitzen jeweils wegen Raubüberfällen ein, der Italiener Lorenzo wegen Körperverletzung in Tateinheit mit Raub. Nach kurzer Zeit ergibt sich ihnen die Möglichkeit, den Wärter niederzuschlagen und zu entkommen. Nach einigem Herumirren im Gefängnis gelangen die drei in die Tiefgarage des Komplexes und stehlen dort ein Auto.
In einer Nebenhandlung wird „der Albaner“ eingeführt. Auf einem abgelegenen Containerstellplatz sieht man ihn in einem der Behälter wühlen. Eine alte Frau mit ihrem Dackel „Waldile“ kommt vorbei und fragt ihn, was er in dem Container zu suchen habe. Er schlägt ihr den Hut vom Kopf. Die Frau beschimpft ihn als „dreckigen Türkenlümmel“, woraufhin er erwidert, er sei Albaner, und ihren Hund mit einem Tritt im hohen Bogen auf eine vorbeiführende Straße befördert. Hier wird der Hund mehrfach überfahren.
Bereits im Vorspann war zu sehen, dass Lorenzo di Napoli als Pizzalieferant auf einer seiner Liefertouren durchgedreht ist. Als er eines Abends Pizza ins Hause Ochsenmauler liefern sollte, wurde er von der alten Mutter Ochsenmauler angeschrien. Daraufhin verprügelt Lorenzo die alte Frau und ihren Sohn Bruce in deren Haus. Sichtbar gezeichnet von diesem Vorfall, verändert sich Bruce Ochsenmauler. Aus einem friedlichen Mitbürger ist ein rassistischer, hasserfüllter Mensch geworden. Nun fährt er mit seinem Auto aufs Land. Völlig nackt stellt er sich hier auf einen Erdhügel. Um seinen Hals baumelt ein Schild, auf dem zu lesen steht: „Ich hazze alle Kanacken“.
Die Ausbrecher treffen derweil auf Kermets Tante Fatma. Nachdem sie Fatma bei Lidl abgesetzt haben, wollen sich die drei Schusswaffen besorgen. Kermet kennt hierfür den richtigen Ansprechpartner: „den Albaner“. Sie suchen ihn in seinem Versteck auf. Allerdings kann er in seiner völlig vermüllten Unterkunft nur eine einzige Pistole finden. Diese bringt Lorenzo an sich und fährt gleich darauf alleine im Auto davon. Die anderen beiden rufen ihm nach, sie mitzunehmen, aber Lorenzo ist bereits außer Sichtweite. Notgedrungen machen sich Kermet und Ölcrem, begleitet vom „Albaner“ zu Fuß auf den Weg. Unterwegs legen sie sich mit einem scheinbar unterlegenen Jungen an, der aber bewaffnet ist und Kermet mit einem Nunchaku den Kopf abschlägt.
In Panik sucht „der Albaner“ Hilfe und trifft auf den ihm bekannten Dealer Shirkan. Dieser gibt ihm eine Rolle Klebeband und „der Albaner“ kann nun Kermets Kopf wieder ankleben. Ölcrem hat derweil Lorenzo und eine Decke herbeigebracht. Kermets Leiche wird in die Decke eingewickelt und in dem gestohlenen Wagen verstaut. Lorenzo fährt mit dem Auto davon, er sagt, er müsse mit dem Mafiapaten Alfonso Gnocchi klären, wo Kermet zu begraben sei.
Ölcrem macht sich mit „dem Albaner“ sichtbar niedergeschlagen auf den Weg zu dessen Unterkunft. Lorenzo ist währenddessen beim Mafiapaten angekommen. Dieser empfiehlt ihm, die Leiche unter einem großen Felsen beim alten Steinbruch zu begraben. Kryptisch fügt er noch hinzu, Lorenzo solle sich später aber nicht wundern.
Lorenzo kehrt zu den anderen zurück, um mit ihnen Kermets Leiche zu entsorgen. Am alten Steinbruch treffen sie auf die alte Frau, deren Hund vom „Albaner“ auf die Straße getreten wurde. Auch sie will hier ihren „Waldile“ begraben.
Am nächsten Tag versucht das Trio einen ansässigen Wirt dazu zu bringen, ihnen Schutzgeld zu zahlen, als plötzlich der nackte Bruce Ochsenmauler die Kneipe betritt. Er erkennt seinen Peiniger wieder und beschimpft ihn. Überstürzt verlässt er die Kneipe wieder, aber die drei verfolgen ihn; doch er kann ihnen entkommen.
Von den Vorfällen erneut in seinen rassistischen Ansichten bestärkt, stellt sich Bruce mit seinem Schild in einer Allee auf, um zu demonstrieren. Wie aus dem Nichts taucht der eigentlich tote Dackel „Waldile“ auf und beißt Bruce tot. Nun ist klar, was der Pate meinte: Das Grab unter dem großen Felsen ist verflucht und bringt Zombies hervor.
Wieder beim „Albaner“ taucht Kermet auf. Niemanden scheint es zu irritieren, dass er wiederauferstanden ist, auch der neu erworbene sächsische Dialekt stört niemanden. Kermet fordert die andern auf, mit ihm seinen Mörder zu finden, aber zunächst müsse er sich eine Runde aufs Ohr hauen.
Auch der vom Hund getötete Bruce erwacht als Zombie in seinem Grab am großen Felsen. Aus der Handlung geht weder hervor, wer ihn dort begraben hat, noch warum sein erster Weg der zum Haus seiner Mutter ist. Erfreut, ihren Sohn zu sehen, ignoriert diese die augenscheinliche Wandlung des Sprösslings. Unmittelbar nachdem sie ihn hereingelassen hat, ersticht er sie mit einem Brotmesser.
Die Ausbrecher und „der Albaner“ suchen derweil nach Kermets Mörder. An einem Weinberg bricht plötzlich der Zombie Bruce aus dem Unterholz und beißt „dem Albaner“ in den Hals. Lorenzo zieht seine Pistole und schießt mehrfach auf Bruce. Getroffen sinkt der Zombie nieder, aber auch „der Albaner“ ist tot. Ohne erkennbaren Grund geht nun der Zombie Kermet auf den Schützen Lorenzo los und tötet ihn. Schockiert wendet sich Ölcrem ab. Er versucht zwischen den Weinreben den Berg hinab zu fliehen. Aber als Kermet ihm hinterher ruft, dass alles in Ordnung sei und er jetzt wieder normal sei, dreht sich Ölcrem um und geht seinem vermeintlichen Freund entgegen. Dieser zieht die Waffe aus dem Hosenbund und erschießt Ölcrem mit zwei gezielten Schüssen.

## Hauptfiguren
- Kermet Dünger wird im Film von Simon Mora dargestellt. Kermet ist ein in Deutschland lebender, angeberischer Türke, der für den bewaffneten Überfall auf eine Bank zu Beginn des Films im Gefängnis sitzt. Seine Tante Fatma (ebenfalls von Simon Mora gespielt) sorgt sich sehr um ihren Neffen, scheint sich aber nicht im Geringsten daran zu stören, dass er in hohem Grade kriminell ist. Er hat einen guten Draht zu Ölcrem, der wie er Türke ist. Auch mit Lorenzo di Napoli kommt er gut klar. Nachdem ihm der Kopf abgeschlagen wurde, wird Kermet auf einem unheimlichen Friedhof im Wald begraben. Nach einiger Zeit kehrt er als sächselnder Zombie zurück und macht seinen Freunden das Leben schwer.
- Lorenzo di Napoli wird im Film von Jörg Öchsle dargestellt. Lorenzo, der vor seinem Haftantritt als Pizzalieferant gearbeitet hat, ist auf einer seiner Liefertouren durchgedreht. Als er eines Abends Pizza ins Haus Ochsenmauler liefern sollte, wurde er von der alten Mutter Ochsenmauler angeschrien, da sie seit „4 Minuten auf ihre Pizza warte“. Daraufhin verprügelt Lorenzo die alte Frau und ihren Sohn Bruce auf üble Weise und stiehlt ihnen eine Kaffeemaschine. Lorenzo ist italienischer Herkunft, hat schulterlange Haare und sein Leibgericht sind Spaghetti. Er ist impulsiv gewalttätig und hat Verbindungen zur Mafia.
- Ölcrem Drehcran wird im Film von Tihomir Sliskovic dargestellt. Wie Kermet ist auch Ölcrem türkischer Herkunft. Er wurde ins Gefängnis gesteckt, weil er versucht hatte eine Tankstelle zu überfallen. Nur mit einer Banane bewaffnet, wollte er statt der Kasse lieber einen Geschenkartikel erbeuten. Auf der Flucht rennt er zuerst gegen die Glastür der Tankstelle und danach in ein fahrendes Auto. Ölcrem wird als überaus dumm und tollpatschig dargestellt. Darüber hinaus ist er hochaggressiv, gewaltbereit und sexuell gestört, was sich zeigt, als er versucht den Gefängniswärter zu vergewaltigen. Als sein Markenzeichen gilt es, gegen Dinge zu rennen und sich dabei zu verletzen.
- Bruce Ochsenmauler ist zu Beginn ein friedliebender Mensch, der mit seiner alten Mutter unter einem Dach lebt. Nach der Attacke durch den Pizzalieferanten Lorenzo di Napoli macht er eine Persönlichkeitsveränderung durch. Er rasiert sich die Haare, zerreißt sein Friedenstauben zeigendes T-Shirt und gibt dem Zuschauer zu verstehen, dass er nun „alle Kanacken hazze“.
- Der Albaner – Ein Rumtreiber wie er im Buche steht. Der Albaner lebt auf dem Gelände einer Fabrik in einem heruntergekommenen Verschlag. Wenn er nicht gerade Pornohefte aus dem Abfall kramt, handelt er mit Waffen. Sein Markenzeichen ist eine Baseballkappe, die immer schräg auf seinem Kopf sitzt. Von Kermet, Lorenzo und Ölcrem muss er sich einiges bieten lassen, beispielsweise schlagen ihn diese häufig.

## Hintergrund

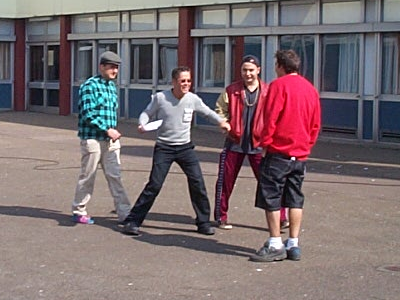
Ayhan Yigitokur, Benjamin Eicher und Simon Mora beim Dreh zu Schluss mit Mudder

Der Film wurde als Spaßprojekt in den Sommerferien von ein paar Freunden gedreht.
Mittlerweile gibt es sechs Teile der Mudder-Reihe:
1. Dei Mudder sei Gesicht,
2. Boh Fett – Dei Mudder sei Gesicht 2
3. Schluss mit Mudder – Dei Mudder sei Gesicht III (wird inzwischen unter dem Namen Wo ist mein Dope? vertrieben).[3]
4. Schaffe Schaffe Scheisse Baue – Dei Mudder sei Gesicht IV.[4]
5. Abgezockt ist Abgezockt – Dei Mudder sei Gesicht V.[5]
6. Abgezockt 2 (Dei Vadder Sei Arsch) – Dei Mudder sei Gesicht VI.[6]

Simon Mora führte nicht nur Regie im ersten und zweiten Teil (später Benjamin Eicher), sondern hat auch eine Hauptrolle und zehn Nebenrollen gespielt.
Dei Mudder sei Gesicht war ein Filmprojekt, das den „deutsch-ausländischen“ Slang durchgehend für sich in Anspruch nahm. Mittlerweile hat sich dieses Genre etabliert und eine große Anzahl von deutschen Comedy-Künstlern wie Mundstuhl, Erkan und Stefan oder Kaya Yanar bedienen sich des Multi-Kulti-Humors, der sowohl die ausländische als auch die deutsche Mentalität und die Absurditäten in der Interaktion beider auf die Schippe nimmt.